# Заафрани, Сара
Сара Заафрани Занзри (араб. سارة الزعفراني زنزري‎; род. 26 января 1963, Тунис) — тунисская государственная деятельница, премьер-министр Туниса (с 2025).

## Биография
Окончила Национальную инженерную школу со степенью по гражданскому строительству, а также Ганноверский университет по специальности «геотехника». Прошла два курса обучения в Национальной школе администрации, затем училась в Институте национальной обороны. С 1989 года работала в Главном управлении мостов и дорог Министерства инфраструктуры, в 1992 году возглавила в Главном управлении Отдел специальных работ. 11 октября 2021 года заняла должность министра инфраструктуры и жилищного хозяйства, одновременно с 12 марта по 25 августа 2024 года исполняла обязанности министра транспорта.
21 марта 2025 года президент Туниса Каис Саид назначил Сару Заафрани премьер-министром.